# Elecciones estatales de Tamaulipas de 2013
Las Elecciones estatales de Tamaulipas de 2013 se llevaron a cabo el domingo 7 de julio de 2013 y en ellas se renovaron los siguientes cargos de elección popular:
- 43 ayuntamientos. Compuestos por un presidente municipal y regidores, electos para un periodo de tres años no reelegibles para el periodo inmediato.
- 36 diputados al Congreso del Estado. 22 electos por una mayoría de cada uno de los distritos electorales y 14 de representación proporcional.

## Resultados electorales

### Ayuntamientos
| Partido/Coalición | Partido/Coalición                    | Municipios |
| ----------------- | ------------------------------------ | ---------- |
|                   | Todos somos Tamaulipas               | 32         |
|                   | Partido Acción Nacional              | 8          |
|                   | Partido Revolucionario Institucional | 3          |
|                   | Partido de la Revolución Democrática | 0          |
|                   | Partido del Trabajo                  | 0          |
|                   | Partido Verde Ecologista de México   | 0          |
|                   | Movimiento Ciudadano                 | 0          |
|                   | Nueva Alianza                        | 0          |

#### Candidatos electos
| Municipio          | Partido/Coalición | Alcalde (2013-2016)                   |
| ------------------ | ----------------- | ------------------------------------- |
| Abasolo            |                   | Eduardo Martinez Torres               |
| Aldama             |                   | Mario Zamorano Cantú                  |
| Altamira           |                   | Armando López Flores                  |
| Antiguo Morelos    |                   | José Guadalupe Tinajero Castro        |
| Burgos             |                   | Marco Polo Garza Martínez             |
| Bustamante         |                   | Gildardo Chairez Pecina               |
| Camargo            |                   | Blas López García                     |
| Casas              |                   | Santiago Ávalos Medina                |
| Ciudad Madero      |                   | Esdras Romero Vega                    |
| Cruillas           |                   | Juan Manuel Vela Rivas                |
| Gómez Farías       |                   | María Teresa de Jesús Galván García   |
| González           |                   | Raúl García Vallejo                   |
| Güémez             |                   | Julio César López Walle               |
| Guerrero           |                   | Nathllely Contreras Villarreal        |
| Gustavo Díaz Ordaz |                   | Jorge Longoria Olivares               |
| Hidalgo            |                   | Jesús Manuel Guerrero Gamboa          |
| Jaumave            |                   | José Ramón Eguía Navarro              |
| Jiménez            |                   | José Guadalupe Saucedo García         |
| Llera              |                   | José Pablo Valadez Hernández          |
| Mainero            |                   | Nelly González Aguilar                |
| Mante              |                   | Pablo Alberto González León           |
| Matamoros          |                   | Norma Leticia Salazar Vázquez         |
| Méndez             |                   | Pedro Loera Almaraz                   |
| Mier               |                   | Roberto González González             |
| Miguel Alemán      |                   | Ramiro Cortez Barrera                 |
| Miquihuana         |                   | Baltasar Vargas Rangel                |
| Nuevo Laredo       |                   | Carlos Enrique Canturosas Villarreal  |
| Nuevo Morelos      |                   | Juana Marisela Nájera Cedillo         |
| Ocampo             |                   | Juan Enrique Liceaga Pineda           |
| Padilla            |                   | Francisco Reyes Díaz                  |
| Palmillas          |                   | Jaime Antonio Barragán Castro         |
| Reynosa            |                   | José Elías Leal                       |
| Río Bravo          |                   | Rogelio Villaseñor Sánchez            |
| San Carlos         |                   | César De la Garza Morantes            |
| San Fernando       |                   | Mario Alberto de la Garza Garza       |
| San Nicolás        |                   | Juan Gabriel Castellanos De la Fuente |
| Soto la Marina     |                   | J. Leonel Tavares Flores              |
| Tampico            |                   | Gustavo Torres Salinas                |
| Tula               |                   | Juan Andrés Díaz Cruz                 |
| Valle Hermoso      |                   | José Luis Hernández Castrellón        |
| Victoria           |                   | Alejandro Etienne Llano               |
| Villagrán          |                   | Brenda Magaly Rodríguez Muñoz         |
| Xicoténcatl        |                   | Mariela López Sosa                    |

#### Ayuntamiento de Victoria
|  | 38.96 % |

|  | 32.06 % |

|  | 22.68 % |

|  | 1.19 % |

|  | 0.82 % |

|  | 1.71 % |

|  | 2.53 % |

|  | 100.00 % |

|  | 58.45 % |

### Diputados
| Partido/Coalición | Partido/Coalición                    | Mayoría relativa | Proporcional | Total |
| ----------------- | ------------------------------------ | ---------------- | ------------ | ----- |
|                   | Partido Acción Nacional              | 6                | 4            | 10    |
|                   | Partido Revolucionario Institucional | 14               | 5            | 19    |
|                   | Partido de la Revolución Democrática | 0                | 1            | 1     |
|                   | Partido del Trabajo                  | 0                | 1            | 1     |
|                   | Partido Verde Ecologista de México   | 0                | 1            | 1     |
|                   | Nueva Alianza                        | 2                | 1            | 3     |
|                   | Movimiento Ciudadano                 | 0                | 1            | 1     |

#### Diputados electos por mayoría relativa
| Distrito | Partido | Diputado Electo                   |
| -------- | ------- | --------------------------------- |
| I        |         | José Salvador Rosas Quintanilla   |
| II       |         | Laura Teresa Zarate Quesada       |
| III      |         | Óscar Enrique Rivas Cuellar       |
| IV       |         | Aida Zulema Flores Peña           |
| V        |         | Rogelio Ortiz Mar                 |
| VI       |         | Ernesto Robinson Terán            |
| VII      |         | Laura Felícitas García Dávila     |
| VIII     |         | Juan Diego Guajardo Anzaldúa      |
| IX       |         | Adela Manrique Balderas           |
| X        |         | Juan Patiño Cruz                  |
| XI       |         | Juan Martín Reyna García          |
| XII      |         | Belen Rosales Puente              |
| XIII     |         | Griselda Dávila Beaz              |
| XIV      |         | Blanca Guadalupe Valles Rodríguez |
| XV       |         | José Ricardo Rodríguez Martínez   |
| XVI      |         | Juan Baez Rodríguez               |
| XVII     |         | Homero Reséndiz Ramos             |
| XVIII    |         | Carlos Javier González Toral      |
| XIX      |         | Irma Leticia Torres Silva         |
| XX       |         | Erasmo González Robledo           |
| XXI      |         | Eduardo Hernández Chavarría       |
| XXII     |         | Olga Patricia Sosa Ruiz           |

#### Diputados electos proporcionalmente
| Lista | Partido | Diputado                              |
| ----- | ------- | ------------------------------------- |
| 1     |         | Francisco Javier Garza de Coss        |
| 2     |         | Álvaro Humberto Barrientos Barrón     |
| 3     |         | Patricia Guillermina Rivera Velázquez |
| 4     |         | Francisco Elizondo Salazar            |
| 5     |         | Ramiro Ramos Salinas                  |
| 6     |         | Ana María Herrera Guevara             |
| 7     |         | Marco Antonio Silva Hermosillo        |
| 8     |         | Juan Rigoberto Garza Faz              |
| 9     |         | Heriberto Ruiz Tijerina               |
| 10    |         | Jorge Osvaldo Valdez Vargas           |
| 11    |         | Arcenio Ortega Lozano                 |
| 12    |         | Patricio Edgar King López             |
| 13    |         | Alfonso De León Perales               |
| 14    |         | Erika Crespo Castillo                 |